# Bitwa pod Ipsos

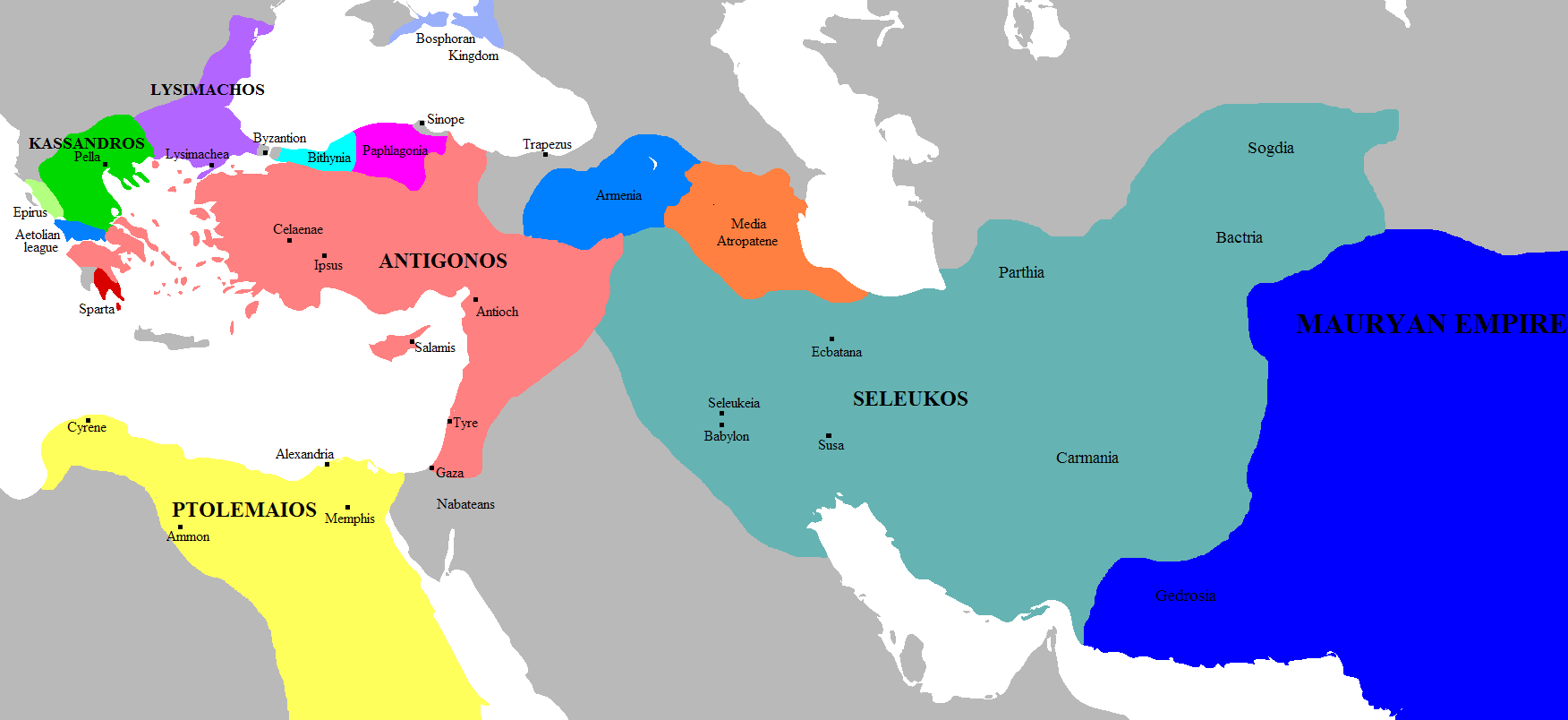
Królestwa Antygona i jego rywali przed bitwą pod Ipsos ok. 303 p.n.e.

Państwo Seleucydów (kolor żółty) po bitwie pod Ipsos (301 p.n.e.)

Bitwa pod Ipsos – starcie zbrojne, które miało miejsce w roku 301 p.n.e. i było kluczowym momentem czwartej wojny diadochów (302–301 p.n.e.). Bitwa zakończyła się zwycięstwem wojsk koalicji (Kassander, Lizymach, Seleukos – 64 000 piechoty, 10 500 jazdy i 400 słoni oraz 120 wozów uzbrojonych w kosy) nad siłami Antygona i jego syna Demetriusza (70 000 piechoty, 10 000 jazdy  i 75 słoni).
W starciu otwierającym bitwę zwycięstwo odniósł Demetriusz, lecz zbyt zapamiętale ścigał przeciwnika i wystawił w ten sposób skrzydło swojej falangi na atak słoni Seleukosa oraz konnej gwardii królewskiej. Skrzydło falangi Antygona przeszło na stronę koalicjantów, a reszta jego sił uległa rozbiciu. Osiemdziesięcioletni Antygon padł na polu bitwy, a zwycięzcy podzielili jego królestwo.

## Skutki bitwy
Zwycięzcy podzielili między siebie imperium Antygona:
- Seleukos przejął: Syrię, północną Fenicję, północną Mezopotamię i wschodnią Azję Mniejszą
- Ptolemeusz: Palestynę, południową Fenicję i Cypr
- Lizymach: Zachodnią Azję Mniejszą
- Kassander: Środkową Grecję z Wyspami Egejskimi